# Evgueni Loukine
Pour les articles homonymes, voir Loukine.
Evgueni (Eugène) Iourievitch Loukine (russe : Евгений Юрьевич Лукин), né le 5 mars 1950 à Orenbourg, en Russie (à l'époque en Union soviétique), est un écrivain russe.
Il écrit principalement de la science-fiction et de la fantasy. Sa femme, Lioubov Loukina, a été auparavant créditée comme co-auteur de ses ouvrages, .

## Biographie
La mère d'Evgueni Loukine est une actrice de théâtre, tandis que son père est un artiste honoré de la RSS du Turkménistan et a été directeur en chef du Théâtre dramatique russe d'Achgabat pendant plusieurs années.
Evgueni Loukine poursuit ses études en philologie à la Faculté d'histoire et de philologie de l'Institut pédagogique de Volgograd. Au cours de ses études, il rencontre sa future épouse, Lioubov Belonozhkina. Le couple se marie en 1972, peu de temps après avoir obtenu leur diplôme. Loukine travaille brièvement comme enseignant dans une école de village du district de Kamyshinsky de la région de Volgograd de 1972 à 1973. Il sert ensuite dans l'armée soviétique près de Tachkent. Après sa libération des obligations militaires, il retourne à Volgograd avec sa femme, où leur fils Yuri naît en 1974.
Avec sa femme, Evgueni Loukine commence à écrire des histoires de science-fiction. En 1981, leur histoire Les vacances et le photographe (Каникулы и фотограф) est publiée dans le journal Evening Volgograd (Вечерний Волгоград). Depuis lors, le couple Loukine est régulièrement publié dans des journaux, des magazines et des recueils, notamment « Znanie – Sila », « Autour du Monde » (Vokrug sveta), « Littérature soviétique » et d'autres. Leurs œuvres sont traduites en plusieurs langues, principalement en allemand.
En 1990, le duo d'auteurs reçoit un prix à l'Eurocon et est admis à l'Union des écrivains soviétiques. Depuis 1993, Evgueni Loukine continue d'écrire seul. Lioubov Loukina meurt le 14 mai 1996.
Depuis, Loukine se concentre davantage sur l'écriture de romans. En plus des romans, Loukine publie de la poésie dans divers recueils, notamment « Discours de porcelaine » (Фарфоровая речь) et « La Chouette du diable » (Чёртова сова). Il produit également des albums contenant ses propres chansons et traduit des œuvres d'auteurs internationaux de science-fiction, tels que Piers Anthony et Barbara Hambly,.

### Romans
- 1990 : Missionaries (ru)
Le couple Loukine a reçu le « Prix d'encouragement » à l'Eurocon 1990 pour ce roman[7].
- 1997 : Гений кувалды (Le génie du marteau)
- 1997 : The Robber's Wicked Moon (ru)
Traduction allemande : Unter dem Räubermond, 2013
Un roman d'aventure fantastique / quête d'identité erronée : un nomade du désert, Ar-Sharlachi, est confondu avec un bandit notoire, Scharlach, et le souverain l'envoie en quête pour trouver un accès à la mer, mais son voyage avec l'amant d'un vrai bandit prend diverses tournures, et Ar-Sharlachi devient même un chef de la rébellion dans le « Pays des marteaux hochant la tête » (les derricks) contre une puissance supérieure qui pille les ressources naturelles des locaux[8],[9].
- 1998 : Зона справедливости (La Zone de Justice)
- 1998 : Катали мы ваше солнце (Nous avons roulé ton soleil)
- 1999 : Алая аура протопарторга (L'Aura cramoisie du Proto-Partorg) 
Un roman fantastique urbain de satire politique[10].

## Prix et décorations
Eugène Loukine a reçu de nombreux prix littéraires, notamment :  
- 1990 : Prix Eurocon[1].
- 2002 : Prix Aelita (en)[11]

En 2011, il a reçu la Médaille de l'Ordre « Pour le Mérite à la Patrie » de IIe degré pour « les mérites dans le développement de la culture et des arts nationaux, et de nombreuses années d'activité fructueuse ».